# Николаевка (Бураевский район)
Николаевка (баш. Николаевка) — деревня в составе Тепляковского сельсовета Бураевского района Республики Башкортостан. 

## Население
| 2002 | 2009 | 2010 |
| ---- | ---- | ---- |
| 17   | ↘7   | ↘4   |

национальный состав
Согласно переписи 2002 года, преобладающие национальности — башкиры (53 %), русские (47 %).

## Географическое положение
Расстояние до:
- районного центра (Бураево): 22 км,
- центра сельсовета (Тепляки): 7 км,
- ближайшей ж/д станции (Янаул): 90 км.